# Nikolái Sévertsov
Nikolái Alekséievich Sévertsov (en ruso: Николай Алексеевич Северцов; (24 de octubre de 1827 - 8 de febrero de 1885) fue un explorador y naturalista ruso.
En una expedición a Syr Darya fue capturado por bandidos y liberado luego de meses. Entre 1865 y 1868 exploró Tien Shan y el lago Issyk Kul. En 1877-78 visitó el monte Pamir siguiendo una ruta próxima a la actual carretera de Pamir, llegando al lago Yashil Kul en el río Ghunt.
Sévertsov escribió Vertical and horizontal distribution of Turkestan wildlife (1873), que incluía la primera descripción de diversos animales. Una subespecie de argali (oveja salvaje) fue luego nombrada Ovis ammon severtzovi.
En su finca de Petrovskoe comenzó a reunir una colección de aves, y allí guardaba los elementos recolectados en sus viajes. El 8 de febrero de 1885 de regreso a casa con un amigo, conduciendo su carruaje sobre el río Ikorets, un afluente del Don, helado, el vehículo rompió una placa más fina de hielo y se hundió. Se apresuraron a salir e intentar alejarse, pero Sévertsov regresó buscando su carpeta y pronto colapsó en el agua gélida.
El Institute of Ecology and Evolution (enlace roto disponible en Internet Archive; véase el historial, la primera versión y la última). de la Academia de ciencias de Rusia en Moscú se llama por su hijo Alekséi Sévertsov, también un destacado zoólogo.

## Abreviatura (zoología)
La abreviatura Sévertsov  se emplea para indicar a Nikolái Sévertsov como autoridad en la descripción y taxonomía en zoología.